# Susinos del Páramo
Susinos del Páramo ist ein nordspanischer Ort und eine Gemeinde (municipio) mit 118 Einwohnern (Stand: 2024) im Westen der Provinz Burgos in der Autonomen Gemeinschaft Kastilien und León.

## Lage und Klima
Susinos del Páramo liegt in der Kastilischen Hochebene (meseta) in einer Höhe von ca. 905 m ca. 28 km nordwestlich von Burgos. Die Temperaturen sind im Winterhalbjahr durchaus kalt, im Sommer dagegen warm bis heiß; Regen (ca. 601 mm/Jahr) fällt übers Jahr verteilt.

## Bevölkerungsentwicklung
| Jahr      | 1970 | 1981 | 1991 | 2001 | 2011 | 2021 |
| Einwohner | 148  | 87   | 62   | 109  | 117  | 113  |

## Sehenswürdigkeiten
- Vinzenzkirche (Iglesia de San Vicente Mártir)
- Heimatmuseum

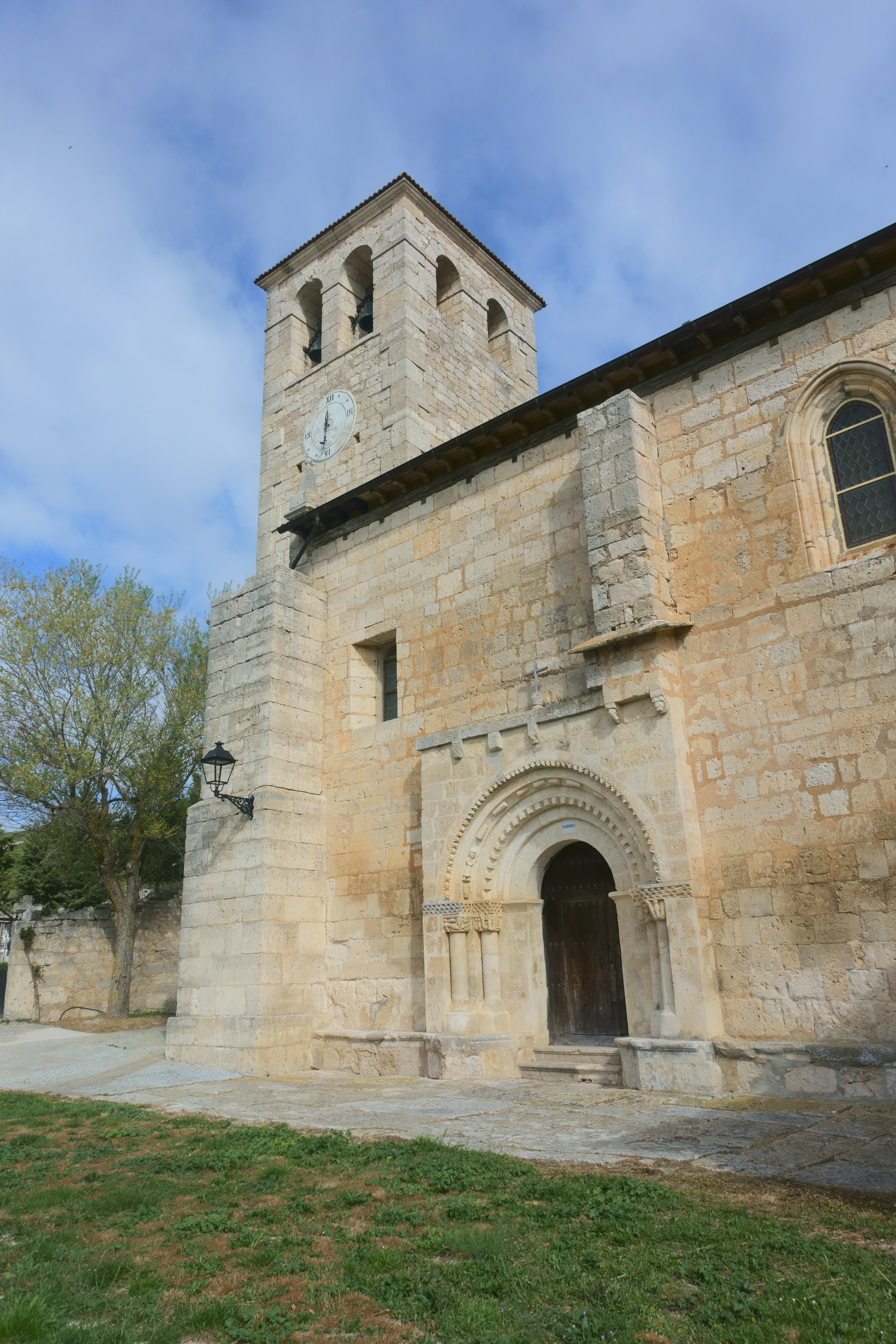
Vinzenzkirche